# Її ім'я — Весна
«Її ім'я — Весна» — радянський кольоровий художній фільм, поставлений на кіностудії «Ленфільм» в 1969 році режисером Іскандером Хамраєвим за мотивами роману Шарафа Рашидова «Могутня хвиля». Прем'єра фільму в СРСР відбулася 12 квітня 1971 року.

## Сюжет
Дія фільму відбувається в Узбекистані під час Великої Вітчизняної війни. Пулат і Бахор люблять один одного, але щастю героїв заважає багатий друг батьків дівчини, який бачить в ній свою майбутню дружину. Він відправляє юнака геть з села, на будівництво гідроелектростанції. Але ні відстань, ні підступи злостивців не можуть розлучити закоханих…

## У ролях
- Талгат Нігматулін —  Пулат Садиков
- Лариса Зубкович —  Бахор  (дублювала — Жанна Болотова)
- Юхим Копелян —  Тураханов
- Ніна Русланова —  Віра
- Хамза Умаров —  майор Рустам Джабаров
- Раззак Хамраєв —  Халіл
- Хабіб Нариманов —  Сафар
- Саїб Ходжаєв —  Махсум
- Ровшан Агзамов —  Тимур, наречений
- Мухтар Ага-Мірзаєв —  будівельник
- Ольга Антонова —  водій вантажівки
- Майя Блінова —  медсестра у військкоматі
- А. Болтаєв — епізод
- Михайло Васильєв —  поранений в госпіталі
- Володимир Волчик —  матрос, який співав у госпіталі
- Ігор Єфімов —  поранений в госпіталі з книгою
- Валентин Зубков —  воєнком
- Микола Крюков —  головлікар
- Павло Луспекаєв —  вчитель
- Любов Малиновська —  актриса, яка виступає перед пораненими
- Світлана Норбаєва —  дружина Тураханова
- Рахім Пірмухамедов —  будівельник
- Лютфі Саримсакова —  сваха  (дублювала —  Анна Лисянська)
- Олександр Суснін —  мішечник
- Тулкун Таджиєв —  Ісхаков
- Любов Тищенко —  епізод
- Віктор Терехов —  епізод
- Аркадій Трусов —  поранений в госпіталі
- Джавлон Хамраєв —  Халмат
- Георгій Штиль —  хворий в госпіталі з мухобойкою

## Знімальна група
- Сценарій і постановка — Іскандер Хамраєв
- Головний оператор — Ростислав Давидов
- Головний художник — Емонуель Калантаров
- Композитор — Марат Камілов
- Текст пісень — Олександр Щербаков
- Звукооператор — Галина Гаврилова
- Режисери — Федір Барбухатті, Г. Циммерман
- Художник по костюмах — Л. Дудко
- Гример — Г. Вдовиченко
- Оператор — В. Амосенко
- Редактор — Хейлі Елкен
- Монтажер — Є. Шкультіна
- Асистенти: 
 режисера — Борис Павлов-Сильванський, Валерій Биченко 
 оператора — О. Колодзинський, О. Насиров
- Художник-декоратор — Олексій Шкеле
- Комбіновані зйомки: 
 Оператор — Ілля Гольдберг 
 Художник — А. Сидоров
- Диригент — Лео Корхін
- Директор картини — Яків Фрідман